# 視能訓練士学校養成所指定規則
視能訓練士学校養成所指定規則（しのうくんれんしがっこうようせいじょしていきそく）は、昭和46年8月11日に、日本国の視能訓練士法に基づき文部省・厚生省令第2号として公布された省令である。

## 教育内容
- 基礎分野
  - 科学的思考の基盤
  - 人間と生活
- 専門基礎分野
  - 人体の構造と機能及び心身の発達
  - 疾病と障害の成り立ち及び回復過程の促進
  - 視覚機能の基礎と検査機器
  - 保健医療福祉と視能障害のリハビリテーションの理念
- 専門分野
  - 基礎視能矯正学
  - 視能検査学
  - 視能障害学
  - 視能訓練学
  - 臨地実習